# Miles de Gloucester, 1. Earl of Hereford

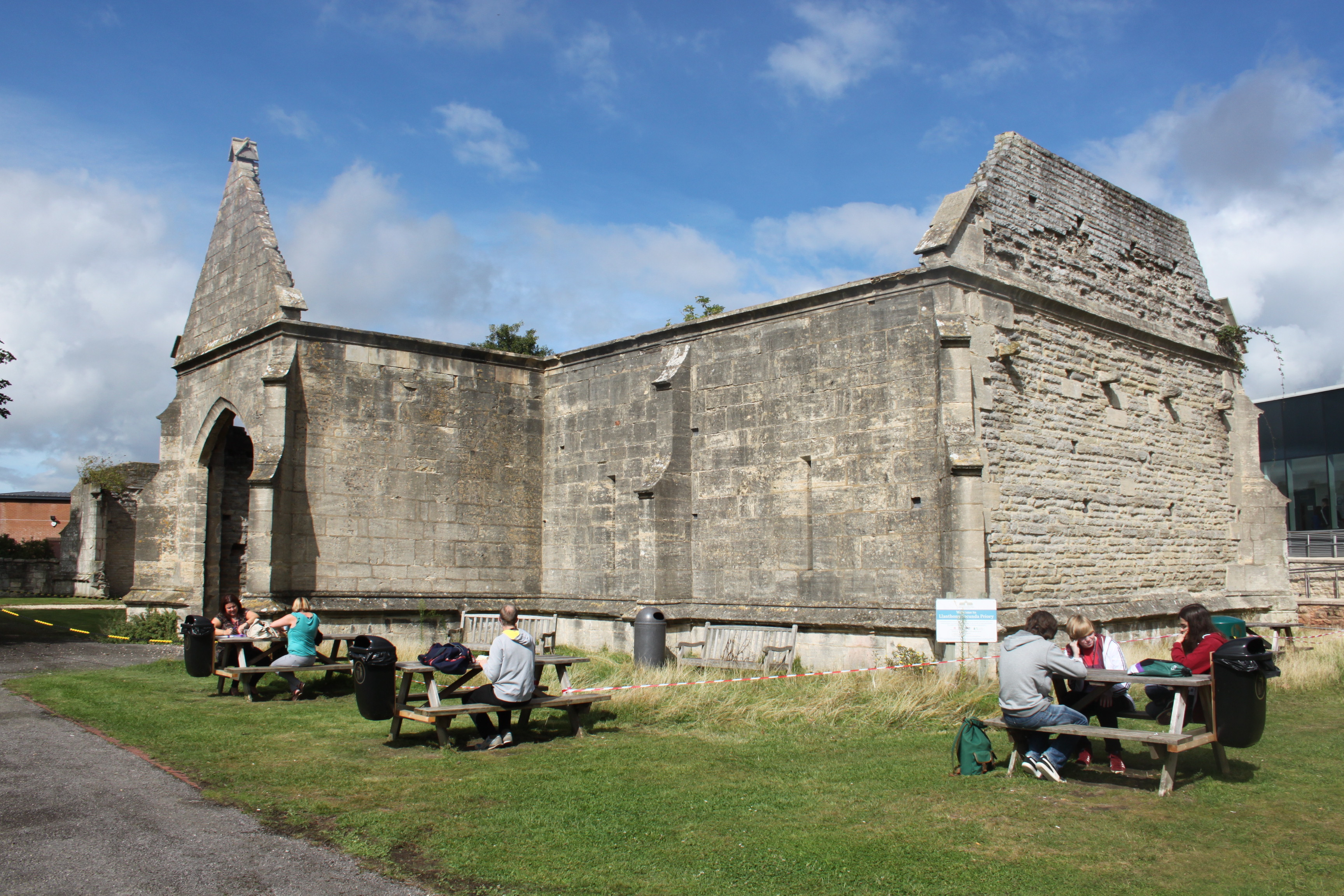
Die Ruinen des von Miles of Gloucester gestifteten Priorats Llanthony Secunda, wo er auch begraben wurde

Miles de Gloucester, 1. Earl of Hereford, auch Miles of Gloucester, Milo de Gloucester oder Miles FitzWalter genannt († 24. Dezember 1143), war ein anglonormannischer Adliger und erster Lord High Constable von England. Während der Anarchy in England war er einer der wichtigsten Unterstützer der Kaiserin Matilda.

## Herkunft und Aufstieg
Miles entstammte dem niederen normannischen Adel. Sein aus Pîtres stammender Großvater Roger de Pitres wurde als Gefolgsmann von William FitzOsbern, der entscheidend an der Eroberung der westlichen Midlands beteiligt war, Sheriff von Gloucestershire und Constable von Gloucester Castle. Nach dem Tod Rogers erbte dessen Bruder Durand die Ämter, und nach dessen Tod wurde um 1097 Rogers Sohn Walter Sheriff von Gloucestershire und Constable von Gloucester Castle. Miles wurde gegen Ende des 11. Jahrhunderts als Sohn von Walter und dessen Frau Berta geboren. Durch seine Heirat mit Sibyl, der Tochter und Erbin von Bernard de Neufmarché, erbte er um 1125 von seinem Schwiegervater die Herrschaft Brecknockshire. Von seinem Vater, der vor 1130 starb oder sich in die Abtei Llanthony zurückgezogen hatte, erbte er dessen Ämter sowie die Herrschaft Caldicot sowie Ländereien in Gloucestershire und Herefordshire. Zudem war er 1128 auch Sheriff von Staffordshire geworden. Zusammen mit Payn FitzJohn, dem Sheriff von Herefordshire und Shropshire beherrschte er so die mittelenglische Region entlang der walisischen Grenze.

## Gefolgsmann von König Stephan
König Stephan, der Anfang 1136 den englischen Thron usurpierte, versicherte sich anlässlich des Begräbnisses von Heinrich I. in Reading die Gefolgschaft der beiden mächtigen Marcher Lords Miles und Payn FitzJohn, die er in ihren Ämtern bestätigte. Außerdem unterstützte der König die Hochzeit von Miles Sohn Roger mit Payn FitzJohns Tochter Cecily, die einen Anspruch auf einen Großteil des Erbes ihrer Familie hatte. In den folgenden Jahren war Miles ein loyaler Unterstützer des Königs. Nach der verlorenen Schlacht von Crug Mawr wurde Adeliza, die Witwe von Richard FitzGilbert de Clare 1136 von aufständischen Walisern in Cardigan Castle belagert. Im Auftrag des Königs befreite Miles sie in einem kühnen Streifzug und brachte sie nach England. Daneben betrachtete der König Miles als Gegenpol zu seinem potentiellen Konkurrenten um den Thron, Robert, 1. Earl of Gloucester. Als Robert 1138 gegen Stephen rebellierte, empfing Miles im Mai den König in Gloucester und unterstützte ihn im August bei der Belagerung von Shrewsbury. Stephen bestätigte im Gegenzug im Februar 1139 Gilbert Foliot, einen Verwandten von Miles, als Abt von Gloucester Abbey.

## Unterstützer der Kaiserin
Als jedoch im August 1139 Stephens Gegenspielerin Matilda in England landete, konnte ihr Halbbruder Robert of Gloucester Brian FitzCount und Miles davon überzeugen, dass sie die rechtmäßige Thronanwärterin sei. Miles traf sie in Bristol, wohin sie nach ihrer Niederlage bei Arundel gebracht worden war. Anschließend huldigte er ihr als seine rechtmäßige Herrscherin in Gloucester und wurde zu einem ihrer wichtigsten Unterstützer, Ratgeber und Feldherren. König Stephen eroberte darauf Miles Burg in South Cerney und belagerte Brian FitzCount in Wallingford. Im Gegenzug veranlasste Miles seinen Schwiegersohn Humphrey II de Bohun (Haus Bohun), Truppen in Trowbridge zusammenzuziehen. Stephen musste zur Begegnung dieser Bedrohung nach Wiltshire ziehen, so dass Miles Wallingford entsetzen konnte. Er eroberte Burg und Stadt Hereford, die für den weiteren Verlauf einen der wichtigsten Stützpunkte der Kaiserin wurden, sowie die Burg von South Cerney zurück. Im November 1139 griff Miles Worcester an und brannte es nieder, ebenso 1140 die Stadt Winchcombe. Sein Versuch, Sudeley Castle zu erobern scheiterte dagegen unter hohen Verlusten. Wegen seines Verrats hatte König Stephan ihm das Amt des Constabler von Gloucester Castle entzogen, Matilda dagegen übergab ihm als Dank St Briavels Castle und das Amt des Warden des Forest of Dean. Am 2. Februar 1141 nahm er an der Schlacht von Lincoln teil, in der König Stephen gefangen genommen wurde. Nach diesem Sieg konnte die Kaiserin mit ihm im März im Triumph in Winchester und anschließend in St Albans und in Westminster einziehen. Nachdem Matilda die Londoner Bevölkerung unter anderem durch hohe Steuern gegen sich aufgebracht hatte, musste er mit ihr vor einer gegnerischen Streitmacht unter Stephens Frau Mathilda von Boulogne und dem Söldnerführer Wilhelm von Ypern nach Gloucester fliehen. Er führte sie anschließend nach Oxford, das er zur Basis ihres Kampfes gegen London machte. Dort ernannte ihn die Kaiserin am 25. Juli 1141 zum Earl of Hereford. Mit diesem Titel schuf sie auch das Amt des Lord High Constable, das erblich mit dem Titel verbunden war.

### Niederlage bei Winchester
Im August 1141 wollte Matilda Heinrich von Blois, den Bruder Stephans und Bischof von Winchester unterwerfen. Miles belagerte zusammen mit Robert of Gloucester und Reginald, Earl of Cornwall Wolvesey Castle, den bischöflichen Palast. Dabei wurden die Belagerer selbst von den Truppen von Wilhelm von Ypern, der von den Einwohnern Winchesters unterstützt wurde, eingeschlossen und in den folgenden Kämpfen aufgerieben. Matilda, Reginald und Miles konnten knapp entkommen, während Robert of Gloucester gefangen genommen wurde. Miles soll bei der Flucht nach Gloucester seine Waffen und seine Rüstung verloren haben.

## Weiterer Verlauf des Krieges
Da der gefangene König Stephan nun im November gegen Robert of Gloucester ausgetauscht wurde, befanden sich die Anhänger der Kaiserin wieder in einer schwierigen Situation. Bevor Robert of Gloucester im Juni 1142 zur Unterstützung von Matildas Ehemann Gottfried von Anjou in die Normandie reiste, versicherte er sich in einem formellen Bündnis der Treue von Miles, der als Zeichen seiner Loyalität seinen Sohn Mahel als Geisel stellen musste. Ende 1141 oder 1142 hatte Miles von seinem Vetter Brian FitzCount Abergavenny Castle erworben, als dieser sich auf die Verteidigung von Wallingford Castle konzentrierte. 1143 versuchte Miles aus den kirchlichen Gütern, selbst aus den Ländereien von Robert de Bethune, des Bischofs von Hereford, weitere Mittel für den Krieg zu pressen. Dagegen wehrten sich die Bischöfe von Hereford und Worcester. Als Miles daraufhin die Ländereien des Bischofs von Hereford plünderte, wurde er von Bethune exkommuniziert.

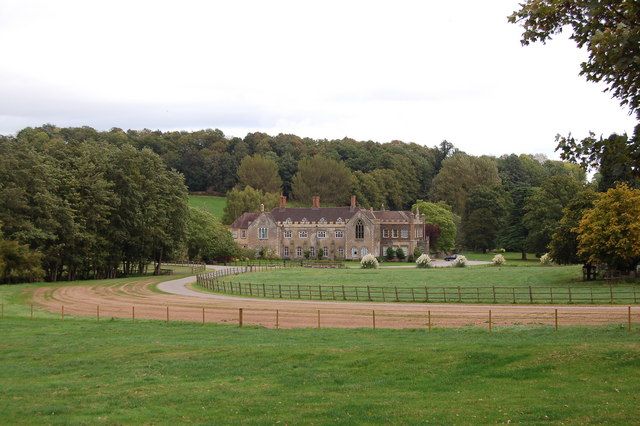
Das ehemalige Zisterzienserkloster Flaxley Abbey wurde von Roger Fitzmiles vermutlich am Sterbeort seines Vaters gegründet

## Tod
Am Heiligabend 1143 befand sich Miles auf der Jagd im Forest of Dean, als er versehentlich von einem Jagdpfeil tödlich verwundet wurde. Seine Ergebenheit gegenüber der Kaiserin und sein Einsatz für ihren Thronanspruch wurden von allen Chronisten anerkannt. Miles hatte selbst Matildas Kosten während ihrer Aufenthalte in England übernommen. Dagegen war er für die Kirche nie ein großer Wohltäter gewesen. Die Abteien von Brecon und Gloucester erhielten von ihm nur geringe Schenkungen. Die einzige größere Schenkung erhielten die Mönche von Llanthony, nachdem sie während des walisischen Aufstands 1136 vertrieben wurden. Miles übergab ihnen als Ausgleich Ländereien bei Gloucester für die Gründung eines neuen, Llanthony Secunda Priory genannten Hauses. Nach seinem Tod entbrannte ein Streit zwischen der Abtei St Peter in Gloucester und der Abtei von Llanthony Secunda über den Begräbnisort von Miles, der schließlich von drei Bischöfen, darunter Bernard von St Davids zugunsten von Llantony Secunda entschieden wurde. Miles wurde schließlich im Kapitelhaus der Abtei begraben. Sein Sohn Roger gründete 1151 Flaxley Abbey vermutlich an der Stelle, wo sein Vater tödlich verwundet wurde.

## Familie und Nachkommen
Miles heiratete 1121 Sibyl, Tochter von Bernard de Neufmarché. Das Paar hatte acht Kinder:
- Margaret of Hereford († 1196/1197), ⚭ Humphrey II. de Bohun (Haus Bohun);
- Bertha of Hereford, Erbin von Brecon, Abergavenny und Hay, ⚭ vor 1150 William de Braose, 3. Lord of Bramber (Haus Braose);
- Roger Fitzmiles, 2. Earl of Hereford (* vor 1127, † 1155);
- Walter of Hereford († um 1160);
- Henry of Hereford († 1159/63);
- Mahel of Hereford († um 1164);
- William of Hereford († vor 1166);
- Lucy of Hereford († um 1219), ⚭ Herbert II. Fitzherbert († 1204).

Sein Erbe war sein Sohn Roger. Nachdem dieser und seine Brüder jedoch alle in jungen Jahren und ohne männliche Nachkommen gestorben waren, wurde sein Besitz geteilt. Seine Tochter Berta, die William de Braose geheiratet hatte, erhielt die walisischen Besitzungen Brecon, Hay und Abergavenny, während die ältere Tochter Margaret, die Humphrey II. de Bohun geheiratet hatte, die umfangreichen Besitzungen in Herefordshire und Gloucestershire erhielt.